# Artemia monica

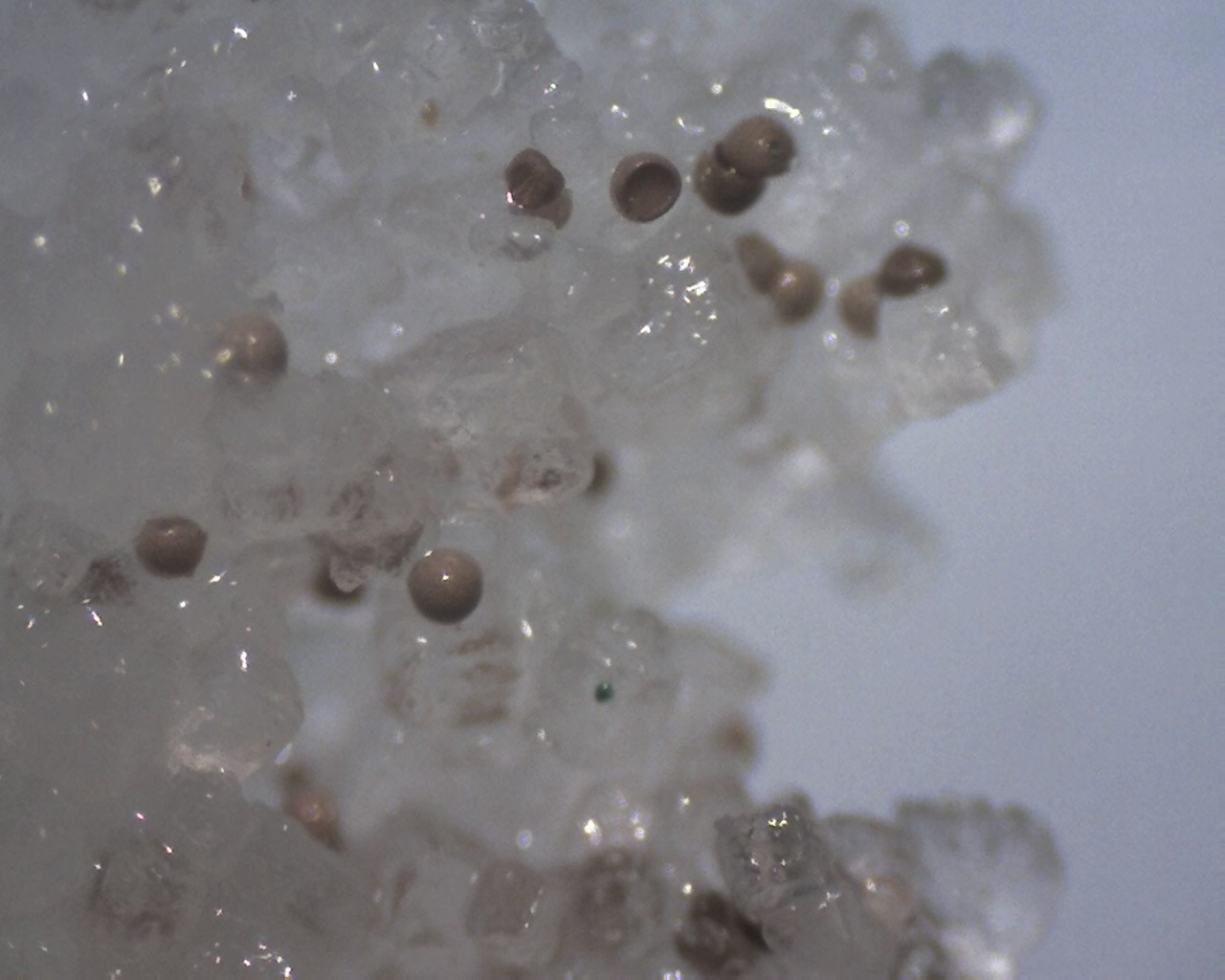
Eier von Artemia unter dem Mikroskop

Artemia monica, bis 2021 meist mit dem synonymen Namen Artemia franciscana Kellogg, 1906 bezeichnet, gehört zur Gattung Artemia in der Ordnung der Kiemenfüßer (Anostraca). Die in Nordamerika heimische Art ist über ihre resistenten Dauereier weltweit gehandelt und, oft als Fischfutter, fast weltweit verschleppt und eingebürgert worden. Die Arten der Gattung Artemia sind untereinander äußerst ähnlich und morphologisch nur im männlichen Geschlecht, in einigen Fällen nur bei Nachzucht unter kontrollierten Umweltbedingungen, bis zur Art bestimmbar. Die Zuordnung von Populationen und Individuen der Art beruht daher meist auf genetischen Merkmalen. Artemia monica wurde auch im Mittelmeergebiet, der Heimat des europäischen Salinenkrebses (Artemia salina) vielfach eingeschleppt, so dass die Artzugehörigkeit dort gefundener Tiere nicht mehr mit einfachen Mitteln bestimmbar ist.

## Merkmale
Weibchen von Artemia monica sind nicht anhand morphologischer Merkmale von denen anderer diploider, sich sexuell fortpflanzender Arten der Gattung Artemia unterscheidbar. Zudem existieren weithin verschleppt zahlreiche polyploide, sich parthenogenetisch fortpflanzende Populationen von Salzkrebsen, die nur aus Weibchen bestehen und sich dem gemäß überhaupt keiner der diploiden Arten zuordnen lassen. Zusätzlich sind die genetisch unterscheidbaren Arten auch noch morphologisch sehr variabel und bilden je nach Umweltbedingungen verschiedene Ökotypen aus, die teilweise auch morphologisch verschieden sind.
Männchen von Artemia monica sind von denjenigen der europäischen Artemia salina an folgenden Merkmalen unterscheidbar: Der basale Abschnitt des männlichen Begattungsorgans (Penis) trägt einen dornartigen Auswuchs, der bei Artemia salina fehlt (vgl.) Der Protopodit der zu Klammerorganen umgewandelten zweiten Antennen trägt einen medialen, knopfartigen Auswuchs („frontal knob“), der bei der Paarung in eine entsprechende Höhlung des Weichens greift und so den Halt sichert; dieser ist halbkugelig, nicht subzylindrisch geformt. Von den bisexuellen Arten Artemia persimilis, Artemia urmiana und Artemia sinica, die in diesen Merkmalen mit Artemia monica übereinstimmen, ist sie nur an Details der Gestalt und Beborstung der frontal knobs unterscheidbar; tendenziell ist der Hinterleib verhältnismäßig kurz und breit die Furca an dessen Ende trägt einige gefiederte Haarborsten.

## Verbreitung
Artemia monica ist heimisch in Nordamerika und großen Teilen Südamerikas. Im Süden dieses Kontinents, in Argentinien und Chile, wird sie durch die zweite neuweltliche Art Artemia persimilis ersetzt. Außerdem gehören die Tiere auf zahlreichen pazifischen Inseln zu dieser Art.
Die Art wird als Fischnährtier, zum Beispiel für Aquarianer, verwendet und gehandelt, wobei die austrocknungsresistenten Dauereier einfach über den Versandhandel verschickt werden können. Durch solche absichtlich oder unabsichtlich ins Freiland entlassenen Tiere ist die Art heute beinahe weltweit verschleppt und eingebürgert worden. Sobald Freilandpopulationen einmal etabliert sind, beginnt sie von dort aus, etwa durch Wasservögel verschleppt, sich auch spontan weiter auszubreiten. Es kommen Mischpopulationen mit anderen Artemia-Arten vor, oft ist aber Artemia monica in der Konkurrenz überlegen und verdrängt vorher heimische Arten. In Europa stammen die ersten Nachweise aus den 1980er Jahren aus Portugal. Von dort aus hat sie begonnen, sich nach Osten hin weiter auszubreiten, wobei sowohl Europa wie Nordafrika besiedelt werden. Nach genetischen Studien gehen die europäischen Populationen nicht nur auf ein einziges, sondern zahlreiche unterschiedliche Einschleppungsereignisse zurück. In der Ausbreitung nach Osten wurde 2011 Kroatien erreicht. In Südfrankreich erwiesen sich bei Nachuntersuchung alle zweigeschlechtlichen Populationen als zu dieser Art gehörig, die europäische Artemia salina konnte nicht mehr nachgewiesen werden.
Wie alle Artemia-Arten lebt Artemia monica in natürlichen binnenländischen Salzseen und in küstennahen Lagunen, oft in zur Gewinnung von Meersalz angelegten Meerwasser-Salinen („Salzgärten“).

## Fortpflanzung
Artemia monica pflanzt sich ausschließlich geschlechtlich fort, dabei packt das Männchen das Weibchen am Kopfende. um es zu begatten. Die Paarung kann bis zu mehreren Stunden dauern. Das Artemia-Weibchen kann nach der Paarung entweder lebende Nauplien ins Wasser geben oder, wenn die Wasserqualität zu schlecht wird, Dauereier ablegen, die selbst längere Trockenphasen überstehen und schlüpfen, sobald die Umweltbedingungen wieder passen. Die Entwicklung von der Nauplie bis zur fertigen Artemia dauert etwa ein bis zwei Wochen.

## Bedeutung in der Aquaristik
Artemia monica wird in großem Stil als Lebend- oder Frostfutter gezüchtet und auch weltweit als Lebendfutter verkauft, wobei sie oft fälschlich als Salinenkrebs (Artemia salina) bezeichnet wird. Auch die Eier werden in großen Mengen in den Handel gebracht, wo sie entweder dekapsuliert, das heißt von ihrer robusten Schale befreit, direkt als Futter angeboten werden, oder als Eier zur Artemiazucht zuhause. Viele Halter von Fischen züchten selbst Artemia, weil sich die Nauplien gut als Futter für Jungfische und Kleinfische eignen.

## Taxonomie und Systematik
Die Taxonomie der Gattung Artemia ist verworren, der nomenklatorisch korrekte Name vieler Arten seit langer Zeit umstritten. In den frühen Tagen der Taxonomie wurden zahlreiche Arten anhand von Lokalpopulationen neu beschrieben, bei denen sich später herausstellte, dass die zur Artdiagnose verwendeten morphologischen Unterschiede dafür nicht verwendbar sind. Wenn von diesen „Arten“ die Typlokalität entweder unpräzise angegeben war, oder dort heute keine Salinenkrebse mehr vorkommen, ist oft die Identität nicht mehr nachträglich aufzuklären. Die International Commission on Zoological Nomenclature sah sich daher genötigt, verschiedene Namen in der Verwendung formell zu unterdrücken. Spätere Abgrenzung von Populationen auf genetischer Basis trugen zunächst nicht viel zur Klärung bei, da genetisch und morphologisch abgrenzbare Einheiten oft nicht übereinstimmten. Erst jahrzehntelange Untersuchungen führten letztlich 2021 zu einer Aufklärung.
Es stellte sich dabei heraus, dass alle nordamerikanischen Lokalpopulationen nach genetischen Daten zur selben Art gehören müssen. Vorher war in Nordamerika lange Zeit über die Existenz von zwei Arten spekuliert worden. Die weit verbreitete Art wurde Artemia franciscana genannt (Typlokalität Redwood City, Bucht von San Francisco). Daneben wurden die Tiere aus dem Natronsee Mono Lake im östlichen Kalifornien als möglicherweise eigenständige Art Artemia monica behandelt. Grundlage waren weniger morphologische Unterschiede, sondern eher, dass die an das Wasser des Mono Lake adaptierten Tiere nicht in normalem Salzwasser leben können und umgekehrt, so dass eine ökologische Isolation  vorzuliegen schien. Bei genetischer Untersuchung stellte sich heraus, dass die Population des Mono Lake in diejenige der anderen Lokalpopulationen eingeschachtelt war, es also keine besonderen genetischen Unterschiede gibt, und auch ökologische Übergangspopulationen auffindbar waren. Da Artemia monica aus dem Mono Lake vor Artemia franicscana beschrieben worden ist, hatte dieser Name für die gemeinsame Art taxonomische Priorität (da mindestens zwei, möglicherweise drei andere verwendbare Artbeschreibungen vorliegen, die ebenfalls älter sind, war eine Festschreibung des Namens, nach den nomenklatorischen Regeln, kaum durchführbar).
Die nun Artemia monica genannte gemeinsame Art weist nach den genetischen Analysen geographisch getrennte Lokalpopulationen auf, die nach der mtDNA, nicht aber nach dem Kerngenom gegeneinander differenzierbar sind. Diese genetische Struktur besteht bei den weltweit eingeschleppten Populationen nicht, sie bestehen aus einer Mischung verschiedener Allele.